# Rush (песня)
«Rush» — песня австралийского певца Троя Сивана, вышедшая на лейблах EMI Music Australia и Capitol Records 13 июля 2023 года в качестве лид-сингла его третьего студийного альбома Something to Give Each Other.
Песня была номинирована на Грэмми-2024 в категориях Best Pop Dance Recording и Best Music Video. Также был победителем или номинантом на ARIA Music Awards в категориях Best Solo Artist, Song of the Year, Best Produced Release и Best Engineered Release и Best Pop Release.

## Отзывы
Майкл Сан из The Guardian считает, что «в Австралии наступила эра геев», благодаря выходу в свет треков «Rush» и «Padam Padam» Кайли Миноуг, и описывает трек Сивана как «чистый гей-смут, вдохновленный… потными клубами Смит-стрит в Мельбурне». Бен Бомонт-Томас из того же издания сравнил его фанк-хаус ритм с «Groovejet» Спиллера, написав: «С шумным припевом, который скандирует как будто труппа отвлекающе буйных персональных тренеров, это все пот и тяжелое дыхание». Шаад Д’Суза из Pitchfork отметил песню знаком отличия «Лучший новый трек» и заметил, что «Rush» «не озабочен ничем, кроме чистого экстаза». Д’Соуза выделил припев и связанный с ним «гомоэротизм футбольных песнопений» в сочетании с «пиано-хаус-битом». Далее писатель похвалил певца за создание «возвышенного, оргиастического летнего гимна». Каэлен Белл из Exclaim! счел «возбуждающий новый сингл» Сивана «бьющим, кинетическим танцевальным бэнгом». Стивен Экройд, написавший для Dork, назвал его «хлопающим по плечу бопом» и «самым веселым, что вы получите за все лето». Джейсон П. Фрэнк из Vulture также счел ее «бопом», хотя и подумал, что она лучше сочетается с клипом, и добавил: «Это песня, предназначенная для вечеринки в жару, для того, чтобы сделать пару веществ, для того, чтобы превратить танцпол в место для поцелуев».
В своем противоположном мнении Чойр Сича из Vulture сказал, что его «немедленной реакцией было отвращение», когда он услышал песню, и перечислил конкретные аспекты «Rush», которые он ненавидит больше всего: «Ретро-стиль, неуклюжий хаус-чака-чака бит; 1970-е годы в музыке и пение в стиле Village People в бэк-хоре; перепроизводство его вокала в чистый Джослиниз; звуковой эффект „whooshy club bridge“».

### Итоговые списки
| Публикация    | Список                     | Ранг | Ссылка |
| ------------- | -------------------------- | ---- | ------ |
| The Guardian  | The 20 Best Songs of 2023  | 5    | [ 10 ] |
| Pitchfork     | The 100 Best Songs of 2023 | 9    | [ 11 ] |
| NME           | The 50 Best Songs of 2023  | 16   | [ 12 ] |
| Rolling Stone | The 100 Best Songs of 2023 | 51   | [ 13 ] |

## Награды и номинации
| Год  | Организация            | Награда                  | Результат | Ссылка      |
| ---- | ---------------------- | ------------------------ | --------- | ----------- |
| 2023 | ARIA Music Awards      | Song of the Year         | Победа    | [ 3 ] [ 4 ] |
| 2023 | ARIA Music Awards      | Best Pop Release         | Номинация | [ 3 ] [ 4 ] |
| 2023 | ARIA Music Awards      | Best Produced Release    | Победа    | [ 3 ] [ 4 ] |
| 2023 | ARIA Music Awards      | Best Engineered Release  | Победа    | [ 3 ] [ 4 ] |
| 2023 | MTV Video Music Awards | Song of Summer           | Номинация | [ 14 ]      |
| 2024 | Grammy Awards          | Best Pop Dance Recording | Номинация | [ 2 ]       |
| 2024 | Grammy Awards          | Best Music Video         | Номинация | [ 2 ]       |

## Чарты
| Чарт (2023)                                | Высшая позиция |
| ------------------------------------------ | -------------- |
| Австралия (ARIA)                           | 12             |
| Австралия Dance (ARIA)                     | 1              |
| Бельгия/Валлония (Ultratop 50)             | 39             |
| Канада (Billboard Canadian Hot 100)        | 40             |
| СНГ (Tophit)                               | 4              |
| Чехия (Singles Digitál Top 100)            | 30             |
| Германия (GfK)                             | 85             |
| Мир (Billboard Global 200)                 | 34             |
| Нидерланды (Dutch Top 40)                  | 30             |
| Нидерланды (Single Top 100)                | 35             |
| Нидерланды (Dutch Top 40)                  | 30             |
| Нидерланды (Single Top 100)                | 35             |
| Израиль (Media Forest)                     | 1              |
| Португалия (AFP)                           | 72             |
| Россия (Tophit)                            | 5              |
| Словакия (Singles Digitál Top 100)         | 33             |
| Швейцария (Schweizer Hitparade)            | 65             |
| Великобритания (UK Singles Chart)          | 21             |
| США (Billboard Hot 100)                    | 77             |
| США (Billboard Hot Dance/Electronic Songs) | 2              |

## Сертификации
| Регион                                                                      | Сертификация | Продажи |
| --------------------------------------------------------------------------- | ------------ | ------- |
| Австралия (ARIA)                                                            | Платиновый   | 70 000  |
| Канада (Music Canada)                                                       | Золотой      | 40 000  |
| Данные о продажах + прослушиваниях приведены только на основе сертификации. |              |         |